# Bancalari
Bancalari es un barrio situado en el norte del Gran Buenos Aires (Argentina), compartido entre las localidades de Victoria y Virreyes (partido de San Fernando), y Don Torcuato y Troncos del Talar (partido de Tigre).
En este barrio se encuentra la estación Bancalari del Ferrocarril General Bartolomé Mitre.
En 1959 y 1960 vivió de incógnito en Bancalari el genocida nazi Adolf Eichmann (1906-1962). Había dejado su trabajo en la fábrica de calefones Orbis y consiguió un puesto de gerente en la empresa alemana Mercedes Benz. Se hizo construir una casa en calle Garibaldi 14 (actualmente Garibaldi 6061, en Victoria), que en esa época no estaba asfaltada. El 11 de mayo de 1960 fue secuestrado cerca de la puerta de su casa por miembros del Mosad (el servicio de inteligencia israelí), y el 20 de mayo fue sacado de Argentina seminconsciente y llevado a Israel, donde fue juzgado y ahorcado.